# 中國娃娃 (組合)
中國娃娃是一組流行音樂女子二人組合。是由陳冠樺（娃娃）及李小燕（貝兒）於1999年在泰國組成，簽約於泰國Exact GMM，憑藉首張泰語專輯《Muay Nee Kah》同名主打歌在泰國一曲成名，重新填詞之後在台灣及中國大陸、新加坡、馬來西亞等地發行的國語專輯《單眼皮女生》及同名主打歌紅遍整個華語歌壇。

## 團體歷程
1999年7月，中國娃娃發行首張泰文專輯《Muay Nee Kah 丹鳳眼》正式出道，專輯發行後不僅登上排行榜冠軍，在當地的銷售量更是突破百萬張的驚人成績！
2000年3月，中國娃娃將演藝版圖延伸到亞洲市場，發行首張中文專輯《單眼皮女生》，同名主打歌《單眼皮女生》在台灣、馬來西亞、新加坡等多個亞洲國家掀起了一陣熱潮，成為了中國娃娃的成名曲。專輯及同名主打歌紅遍整個華語歌壇，在台灣創下銷售25萬張，全亞洲銷售達一百萬張的佳績。
2001年1月，中國娃娃發行專輯《賀歲 喔!喔!喔!》，中文主打歌《發財發福中國年》成為了往後每一年過年必聽的新經典過年歌曲。同年12月，在GMM的安排下，中國娃娃與Kat、Jennifer、Ya Ya Ying一起合作，發行合輯《2002 Ratree》。
2002年，中國娃娃發行首張中文精選輯《萬歲萬歲萬萬歲 - 超級精選輯》後，就離開了中文市場，專心在泰國市場。
2003年，中國娃娃沒發行任何專輯，只參與了合輯《Cover Girls》，但是進軍日本市場，幾張泰文專輯都在日本發行。
2004年，中國娃娃發行泰文專輯《B/W》，風格轉走叛逆成熟，這也是中國娃娃最後一張泰文專輯，同年發行首張泰文精選輯《China Dance》。
2005年，中國娃娃再次與Kat、Jennifer、Ya Ya Ying合作，發行全新合輯《2005 Tiwa Hula Hula》和精選合輯《Hula Party Hits》。同年在日本發行特別泰文精選輯《Best Thai Pop In Japan China Dolls Special》，這也是中國娃娃初代成員發行的最後一張實體專輯。
2006年，因為與GMM Grammy的合約到期，娃娃不續約，貝兒決定續約，中國娃娃正式解散。這一年，娃娃回到台灣，貝兒三度與Kat、Jennifer、Ya Ya Ying合作，發行全新合輯《2007 Show Girls》
2008年底陳冠樺由經紀公司台灣大聲音樂國際股份有限公司牽線與華岡藝校畢業的劉佩君（丹淳）組成新的中國娃娃重新出發，作為2009台北奔牛節形像大使，推出了首支賀歲單曲《沙裡洪巴》。
2009年，貝兒和Jennifer、Ya Ya Ying四度合作，發行英文翻唱特別專輯《Brazia》。
2010年2月由華納唱片推出全新數位專輯《BLING! BLING! 百靈百麗》，2010年9月28日「第二代」中國娃娃發行全新國語專輯《亮晶晶》。第二代的中國娃娃可稱為是一組台灣女子演唱組合。
2013年6月21日，娃娃和貝兒宣告重組，並參加由GMM Grammy主辦的三十周年慶祝演唱會，於泰國發展演藝事業，但是都以接商演為主。
2021年全面回歸，舉辦線上見面會《Nihao Nihao China Dolls X 20th Anniversary》和發行新單曲《NiHao NiHao 你好 你好》。
2024年中國娃娃和台灣YouTuber - 展榮展瑞合作兩首單曲《Sister Sister》和《好熱》，並且飛來台灣上小S徐熙娣的節目《小姐不熙娣》和沈玉琳以及Melody的節目《十點熱炒店》。
2025年1月，中國娃娃再度回到台灣，受要參與過年節目《我們的除夕夜》的演出，同一個月受邀上台灣YouTuber～那那大師的節目，掀起一陣話題。同年5月，再度回來馬來西亞雲頂和展榮展瑞一同舉辦演唱會。

## 成員資料

### 陳冠樺（娃娃）
- 英文名：Chen Guan Hua
- 泰文名：ไพลิน รัตนแสงเสถียร Pailin Rattanasangsatian
- 生日：1979年6月12日（45歲）
- 國籍： 中華民國、 泰國
- 出生地：臺北市
- 語言：國語、台語、英文、泰文、日文、粵語
- 學歷：泰国易三仓大学Assumption University畢業

### 李曉燕（貝兒）
- 英文名：Lee Bell
- 泰文名：สุภัชญา ลัทธิโสภณกุล
- 生日：1981年4月17日（44歲）
- 國籍： 泰國
- 祖籍：广东
- 出生地：曼谷市
- 語言：國語、英文、泰文
- 學歷：University of the Thai Chamber of Commerce มหาวิทยาลัยหอการค้าไทย （泰國商會大學）新聞與大眾傳播專業畢業
- 配偶:Phatti Punyasukhananda

## 錄音室專輯
- 1999年7月，丹鳳眼（泰語）
- 2000年3月，單眼皮女生（國語）
- 2000年12月，China More（泰語）
- 2001年1月，賀歲喔喔喔（国语＋泰语）
- 2001年4月，我愛太空人 （國語）
- 2001年8月，Ting Nong（泰語）
- 2001年10月，環遊世界Ding Ding Dong（國語）
- 2002年1月，小調大風行（國語＋泰语）
- 2002年8月，China Daeng（泰語）
- 2004年4月，B/W（泰語）
- 2010年9月，亮晶晶（國語）

## 單曲
- 2010年1月，沙里洪巴
- 2019年12月，人生如宁波
- 2021年2月，你好你好
- 2024年3月，Sister Sister（with K.R. Bros 展荣展瑞）
- 2024年9月，好热（with K.R. Bros 展荣展瑞）

## EP
- 2001年1月，中國娃娃店头特賣版(國語＋泰語)
- 2010年2月，BLING！ BLING！ 百靈百麗（國語）

## 合輯特輯
- 2000年1月，China Guan（泰語）（亞洲葛萊美發行）
- 2001年7月，Cheer （泰語）（亞洲葛萊美發行）
- 2001年12月，2002 Ratree（泰語）（亞洲葛萊美發行）
- 2003年6月，Cover Girls（泰語、英語）（亞洲葛萊美發行）
- 2005年5月，2005 Tiwa Hula Hula（泰語）（亞洲葛萊美發行）
- 2005年6月，Hula Party Hits  (泰語)  (亞洲葛萊美發行)
- 2005年7月，10th Anniversary of Grammy Gold（泰語）（亞洲葛萊美發行）
- 2006年12月，2007 Show Girls（泰語） 貝兒與Kat English,Jennifer和YaYa Ying（亞洲葛萊美發行）
- 2009年12月，Brazia 貝兒與Jenny和YaYa Ying (英語)（亞洲葛萊美發行）

## 精選輯
- 2002年8月，萬歲萬歲萬萬歲（國語）（新歌+精選）
- 2004年8月，China Dance（泰語）
- 2005年4月，Best Thai Pop In Japan - Chinadolls Special (泰文，只限日本地區發售）

## 混音專輯 & 影音專輯
- 2000年5月，無敵Remix（CD + DVD）
- 2000年，單眼皮女生 卡拉OK 伴唱游帶 VCD / VHS（中文）
- 2000年，單眼皮女生 原聲原影 MTV大選輯（VCD / DVD）（中文）
- 2001年，百萬3D動畫MTV主打歌精選集 VCD（中文）
- 2002年，萬歲精選 卡拉OK VCD（中文）

## 獎項殊榮
- 第12屆金曲獎-《最佳重唱組合》入圍
- 2001新加坡金曲獎 - 《十大最受歡迎金曲》（單眼皮女生）
- 馬來西亞「2001中文十大金曲頒獎典禮」 - 《十大最受歡迎金曲》（單眼皮女生、不要你的禮物）
- 馬來西亞「2001中文十大金曲頒獎典禮」 -《最佳組合獎》
- 馬來西亞第一屆金曲紅人頒獎禮 - 《最受歡迎演唱團體獎》
- 馬來西亞第二屆金曲紅人頒獎禮 - 《最受歡迎演唱團體獎》
- 泰國 2004年最佳青少年組合獎
- 泰國 2004年反毒品獎
- 泰國 2004年反賭博獎
- 泰國 2004年慈善捐血獎
- 泰國「四十大最受歡迎金曲獎」《Kao Mai Ruk》

## 戲劇演出/其他
- 2002年：《風雲》飾 娃娃殺手
- 2017年：Fun Fun Girl （中国娃娃自制儿童教育App）

## 演唱會

### 2000年
- 5月：泰國亞洲音樂節（泰國曼谷）
- 7月：哥哥妹妹站起來演唱會（和泰國歌手Tae）（台灣台北）
- 9月：中國娃娃新加坡演唱會（新加坡）
- 12月：慶祝泰國國王72歲壽辰演唱會（泰國曼谷）
- 12月：2001 新加坡新年倒計時演唱會（新加坡）

### 2001年
- 9月，曼谷Greet Toom Boom 演唱會（泰國曼谷）
- 12月，中國娃娃汶萊演唱會（汶萊）

### 2002年
- 3月，中國娃娃越南演唱會（越南）
- 3月：2002芭堤雅音樂節（泰國芭堤雅）
- 3月：中國娃娃&Dragon 5大馬演唱會（馬來西亞）
- 5月：「世界杯你好」為國足進軍世界杯壯行大型晚會（中國）
- 7月：2002泰國反盜版演唱會（泰國曼谷）
- 12月：2003馬來西亞新年倒計時演唱會（馬來西亞）

### 2003年
- 2月：2003曼谷唐人街演唱會（泰國曼谷）
- 3月：2002芭堤雅音樂節、Gancore Club特別嘉賓（泰國芭堤雅）
- 5月：中國娃娃2003 馬來西亞演唱會（馬來西亞）
- 7月：Babb bird bird 22場巡回演唱會，擔任特別嘉賓（泰國曼谷）
- 10月：J-Asean POPs 曼谷演唱會（泰國曼谷）

### 2004年
- 8月：Thailand night 日泰交流（日本大阪）
- 11月：「中華情」大型演唱會（廣西南寧）

### 2010年
- 9月：「只要青春不要毒」演唱會（台灣彰化）
- 11月：「世界花卉博覽會」開幕演唱嘉賓（台灣台北）

### 2013年
- "J20 anniversary concert" Thailand （泰國）
- "Pattaya coundown" Thailand （泰國）
- "The A-SET PUB" Thailand （泰國）
- "Happy facetival party reunion at Impact Arena - Bangkok Thailand (August 2013) （泰國）

2025年
China Dolls Live Concert雲頂演唱會 (馬來西亞) (特別嘉賓：展榮展瑞)

## 外部連結
- 中國娃娃的新浪微博

### 成員社交媒體
- 娃娃的Facebook專頁
- 娃娃的Instagram帳戶
- 貝兒的Facebook專頁
- 貝兒的Instagram帳戶
- YouTube上的貝兒頻道